# Harry Nilsson
Harry Nilsson Edward III (Brooklyn, Nueva York, 15 de junio de 1941-Agoura Hills, California, 15 de enero de 1994), conocido profesionalmente como Nilsson, fue un músico y cantante estadounidense. Pionero en experimentos con apilamientos vocales, revisiones del Great American Songbook y fusiones con sonidos caribeños, fue un tenor con un rango de 3 1⁄2 octavas, y uno de los pocos artistas de pop rock anglosajón en lograr un éxito comercial significativo sin haber realizado conciertos públicos importantes ni realizar giras regulares. Sus habilidades como compositor y su actitud desafiante han sido una influencia para las generaciones posteriores de músicos de indie rock.
Nacido en Brooklyn, Nilsson se mudó a Los Ángeles, California cuando era adolescente para escapar de la situación financiera de su familia. Mientras trabajaba como programador de computadoras en un banco, se interesó por la composición musical y el canto en armonía cercana, y logró que algunas de sus canciones fueran grabadas por varios artistas, como The Monkees. En 1967, debutó en la discográfica RCA Victor con el álbum Pandemonium Shadow Show, seguido de una variedad de lanzamientos que incluyeron una colaboración con Randy Newman Nilsson Sings Newman en 1970 y un álbum de cuento musical para niños The Point! en 1971. Su álbum de mayor éxito comercial, Nilsson Schmilsson, de 1971, produjo los éxitos "Without You" que alcanzó la posición número uno de las listas Billboard y "Coconut". Su éxito "Everybody's Talkin'" (escrito por Fred Neil) fue el tema principal en la película de 1969 Midnight Cowboy protagonizada por Jon Voight. Una versión de su canción "One", lanzada por Three Dog Night en 1969, alcanzó el puesto número cinco.
Durante una conferencia de prensa de 1968, se preguntó a The Beatles cuál era su grupo estadounidense favorito y respondieron "Nilsson". A veces llamado "el Beatle estadounidense", formó amistades cercanas con John Lennon y Ringo Starr. En la década de 1970, Nilsson, Lennon y Starr eran miembros del club de bebida Hollywood Vampires y se vieron envueltos en una serie de incidentes ampliamente publicitados. Produjeron un álbum colaborativo, Pussy Cats (1974). En 1977 Nilsson dejó RCA y su producción disminuyó. En respuesta al asesinato de Lennon en 1980, se tomó un descanso de la industria de la música para hacer campaña en favor del control de armas. Con esto, abogó por la Coalición para Detener la Violencia con Armas y pasó la mayor parte de su labor tratando de influir en la industria de las armas de fuego. Durante el resto de su vida, grabó solo esporádicamente. En 1994, Nilsson murió de un infarto mientras grababa lo que se convertiría en su último álbum, Losst and Founnd, lanzado en 2019.

## Trayectoria

### Carrera musical
Nilsson nació en Bedford-Stuyvesant, Brooklyn, Nueva York en 1941 en una familia de clase trabajadora. De joven recibió la influencia del rhythm and blues de artistas como Ray Charles y The Everly Brothers. Después de mudarse a Los Ángeles en 1963, Nilsson comenzó a tener algún éxito temprano como compositor, trabajando con John Marascalco en una canción para Little Richard. Marascalco también financió algunos sencillos independientes de Nilsson. Uno, "Baa Baa Blacksheep", fue lanzado bajo el seudónimo de "Bo Pete" en una pequeña emisión local. Otra grabación, "Donna, I Understand", convenció a Mercury Records de ofrecerle un contrato y lanzar sus grabaciones bajo el nombre de "Johnny Niles".
En 1964, Nilsson trabajó con Phil Spector, escribiendo tres canciones para él. En 1966 firmó un contrato con RCA Victor y lanzó un álbum al año siguiente, Pandemonium Shadow Show, que fue un éxito entre la crítica, seguido en 1968 por Aerial Ballet, un álbum que incluía la interpretación de Nilsson de la canción de Fred Neil "Everybody's Talkin'". Un éxito menor en el momento de su lanzamiento, la canción se haría más popular un año después cuando apareció en la película Midnight Cowboy, y le valdría a Nilsson su primer premio Grammy. La canción también se convertiría en el primer top 10 estadounidense de Nilsson, alcanzando el número seis y su primer número uno en Canadá.
El siguiente álbum de Nilsson, Harry (1969), fue el primero en llegar a las listas de álbumes Billboard 200, y también proporcionó un sencillo Top 40 con "I Guess the Lord Must Be in New York City" (escrito como un contendiente para el tema de Midnight Cowboy), utilizado en la película de Mario Monicelli protagonizada por Sophia Loren La Mortadella (1971). Los siguientes proyectos de Nilsson fueron un álbum colaborativo con Randy Newman, Nilsson Sings Newman, y una película animada, The Point!, creada con el director de animación Fred Wolf, y transmitida por la cadena de televisión ABC el 2 de febrero de 1971. Ese mismo año grabó con el productor Richard Perry el álbum más exitoso de su carrera, Nilsson Schmilsson, que incluyó sus mayores éxitos: "Without You", una canción original del grupo Badfinger y "Coconut". "Without You" alcanzó la posición número uno de las listas de sencillos de Estados Unidos.

### Colaboraciones
En 1968 Nilsson comienza a frecuentar a John Lennon y Paul McCartney, a quienes ya conoce antes. En 1974 se vuelve a encontrar con Lennon y durante una separación temporal con Yōko Ono, se hicieron compañeros de juergas. Fruto de esto fue una canción que cantaron juntos: "Old Dirt Road" dentro del álbum de Lennon Walls and Bridges. A su vez, Lennon produjo y colaboró en el álbum de Nilsson Pussy Cats donde también participó el baterista Ringo Starr y destacan canciones como: "Many Rivers To Cross" de Jimmy Cliff, "Subterranean Homesick Blues" de Bob Dylan, "Save The Last Dance For Me" interpretada por The Drifters y "Mucho Mungo/Mount Elga", una composición de Lennon y Nilsson. Nilsson aparece en el video de la canción "Only You" de Ringo Starr, donde colaboró también Lennon.
También en ese año, Nilsson coprotagonizó la película Son of Dracula, al lado de Ringo Starr, cuya banda sonora fue también producida por ambos y editada por Rapple Records. Este disco tuvo la colaboración musical de George Harrison, Peter Frampton, Klaus Voormann, Ray Cooper, Jim Price, Bobby Keys, Nicky Hopkins, Gary Wright y Jim Gordon. El disco incluye los éxitos: "Without You", "Jump Into The Fire", "Remember" y "Daybreak". Nilsson era dueño del apartamento londinense donde fallecieron con cuatro años de diferencia la cantante Cass Elliot (de The Mamas and The Papas), el 29 de julio de 1974, y Keith Moon (de The Who) el 7 de septiembre de 1978. Después de estos incidentes, Nilsson vendió el apartamento a Pete Townshend (también de The Who).
Escribió todas las canciones del musical Popeye (1980) de Robert Altman, cuya banda sonora recibió críticas desfavorables. Las composiciones de Popeye incluían canciones representativas de la era The Point! de Nilsson, como "Everything Is Food" y "Sweethaven". Después de una pausa en el estudio, Nilsson comenzó a grabar esporádicamente una vez más a mediados y finales de la década de 1980. La mayoría de estas grabaciones fueron canciones para películas o programas de televisión. Una excepción notable fue su trabajo en un álbum tributo a Yoko Ono, Every Man Has a Woman, de 1984; otra fue una versión de "Zip-A-Dee-Doo-Dah" grabada para el álbum tributo de Hal Willner de 1988 Stay Awake: Various Interpretations of Music from Vintage Disney Films. Nilsson donó los derechos de autor de su interpretación de la canción a la Coalición para Detener la Violencia con Armas, una organización en la que participó ampliamente tras el asesinato de John Lennon. En 1991, el álbum de Disney For Our Children, una compilación de música infantil interpretada por celebridades en beneficio de la Fundación Pediátrica contra el SIDA Elizabeth Glaser, incluyó la composición de Nilsson "Blanket for a Sail", grabada en Los Ángeles.

### Muerte
Nilsson hizo su última aparición en vivo el 1 de septiembre de 1992, cuando se unió a Ringo Starr & His All-Starr Band en el escenario del Caesars Palace en Las Vegas, Nevada para interpretar "Without You", con Todd Rundgren cantando las notas altas. Para entonces la salud de Nilsson se había deteriorado y sufrió un ataque cardíaco masivo en 1993. Después de ello comenzó a presionar a su antigua discográfica, RCA, para lanzar una caja recopilatoria que contenía grandes éxitos de su carrera, y reanuda la grabación de un álbum. Terminó de grabar las voces el 15 de enero de 1994. En esa misma noche, Nilsson murió por insuficiencia cardíaca en Agoura Hills, California. Al año siguiente, fue puesta en venta la antología que grabó con RCA, llamada Personal Best: The Harry Nilsson Anthology.

## Influencia y legado

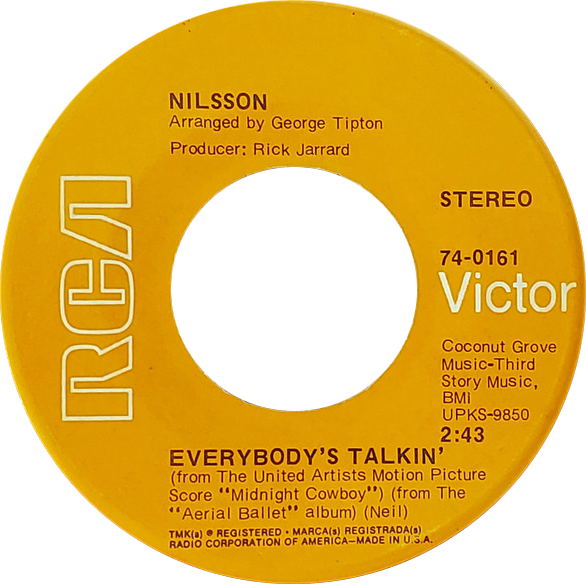
"Everybody's Talkin'" de Harry Nilsson, incluido en Midnight Cowboy (1969); Etiqueta del lado A del relanzamiento estadounidense de 1969

Nilsson creó el primer álbum de remix (Aerial Pandemonium Ballet) y grabó una de las primeras canciones mashup ("You Can't Do That"). La RIAA ha certificado Nilsson Schmilsson y Son of Schmilsson (1972) como discos de oro. Obtuvo dos premios Grammy: Mejor Interpretación Vocal Contemporánea, Masculino en 1970 por "Everybody's Talkin'" y Mejor Interpretación Vocal Pop, Masculino en 1973 por "Without You". Años después esta canción sería interpretada por Mariah Carey, llegando al número uno en las listas de varios países.
Nilsson es el tema del documental de 2006 Who Is Harry Nilsson (And Why Is Everybody Talkin' About Him)? Escrito, dirigido y coproducido por John Schienfeld, la cinta se proyectó en 2006 en el Festival Internacional de Cine de Seattle y el Festival Internacional de Cine de Santa Bárbara. En agosto de 2006, la película recibió su estreno en Los Ángeles cuando se proyectó en el Festival Anual de Cine Mods & Rockers seguido de un panel de discusión sobre Nilsson con los realizadores del documental y dos amigos de Nilsson: los productores Richard Perry y Lee Blackman.
El 2 de abril de 2011 en su concierto de despedida en el Madison Square Garden, LCD Soundsystem homenajeo a Nilsson tocando su canción Jump into the fire como penúltima canción pues esta es de las canciones favoritas del vocalista James Murphy (productor).
El 30 de julio de 2013, Sony Music lanzó una caja recopilatoria de sus álbumes de la era RCA llamada The RCA Albums Collection. Cada uno de los álbumes en el conjunto de 17 CD tenía pistas adicionales, junto con tres de los 17 discos que contenían rarezas y tomas descartadas que abarcan toda su carrera.
En 2007, el New York Post clasificó la versión de Nilsson de "Everybody's Talkin" de Fred Neil en el puesto 51 en su lista de los 100 mejores covers de canciones de todos los tiempos. En 2012, Rolling Stone clasificó a Nilsson en el puesto 62 en su lista "Los 100 mejores cantautores de todos los tiempos" donde se le describe como "un pionero del sonido estudio de Los Ángeles, un puente fundamental entre el pop barroco y psicodélico de finales de los sesenta y la era de los cantautores de los setenta". Sus álbumes Aerial Ballet y Nilsson Schmilsson fueron incluidos en las listas de los mejores álbumes de las décadas de 1960 y 1970 de Pitchfork, respectivamente.

## Discografía
Álbumes de estudio
- Spotlight on Nilsson (1966)
- Pandemonium Shadow Show (1967)
- Aerial Ballet (1968)
- Harry (1969)
- Nilsson Sings Newman (1970)
- Nilsson Schmilsson (1971)
- Son of Schmilsson (1972)
- A Little Touch of Schmilsson in the Night (1973)
- Pussy Cats (1974) (producido por John Lennon)
- Duit on Mon Dei (1974)
- Sandman (1975)
- ...That's the Way It Is (1976)
- Knnillssonn (1977)
- Flash Harry (1980)
- Papa's Got a Brown New Robe (1994)
- Losst and Founnd (2019)

Álbumes de remix
- Aerial Pandemonium Ballet (1971)

Bandas sonoras
- Skidoo (1968)
- The Point! (1971)
- Son of Dracula (1974)
- Popeye (1980)